# Luftangriff auf Dinslaken 1945

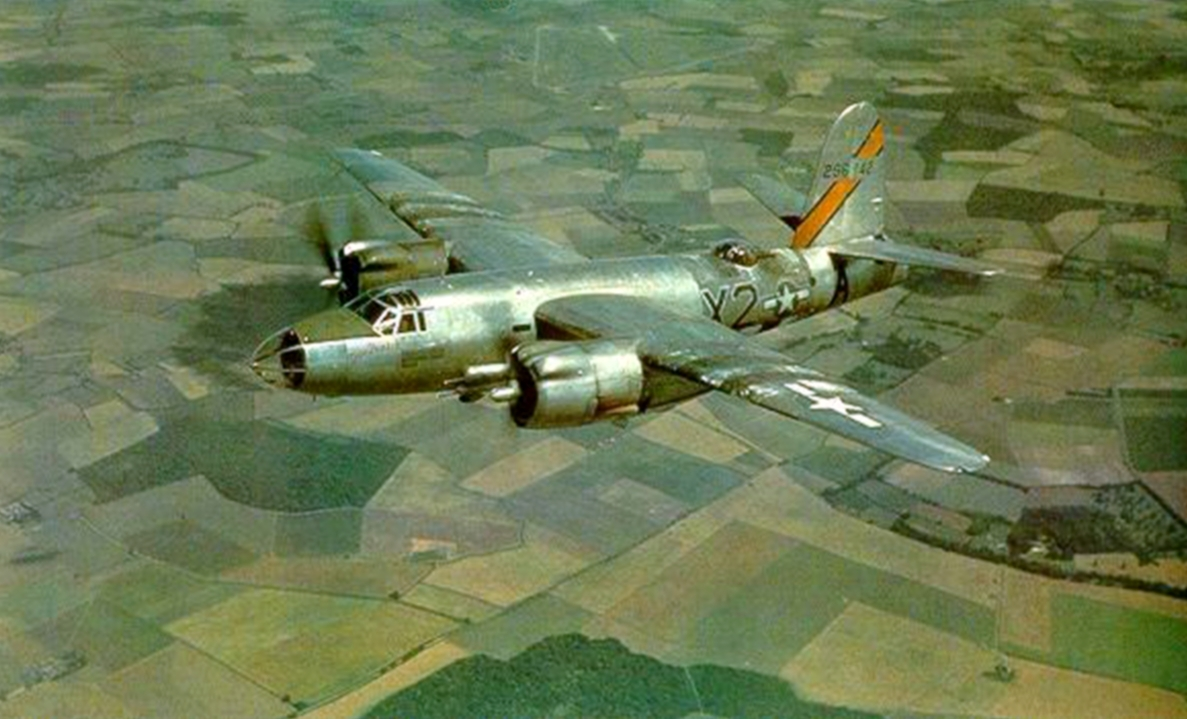
Mittlerer Bomber Martin B-26 – Marauder

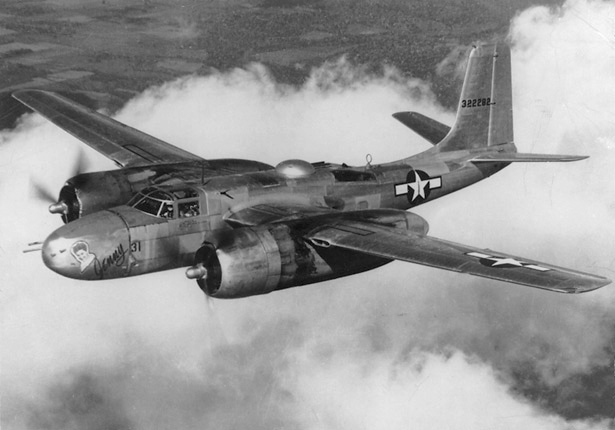
Leichter Bomber Douglas A-26 -Invader

Luftaufnahme des Angriffs (Bildmitte: Walzwerk, rechter Bildrand: Flakstellungen)

Der Luftangriff auf Dinslaken fand am Freitag, dem 23. März 1945, statt. US-amerikanische Luftstreitkräfte flogen im Rahmen der Operation Flashpoint (amerikanischer Teil der Operation Plunder) schwere Luftangriffe auf das niederrheinische Dinslaken. Ziel dieses Luftangriffs war die Vorbereitung der Rheinüberquerung amerikanischer Streitkräfte zwischen Wesel und Dinslaken.
Im Mai 1939 hatte Dinslaken 26 734 Einwohner. Bereits vor den schweren Angriffen im März 1945 wurde Dinslaken mehrfach Ziel kleinerer alliierter Luftangriffe. Während die meisten keine größeren Zerstörungen verursachten, fielen einem Luftangriff auf die Siedlung der Zeche Lohberg am 22. Januar 1945 insgesamt 85 Menschen zum Opfer.

## Hintergrund
Auf Aufklärungsfotos wurden rund um Dinslaken verschiedene Luftabwehrstellungen (Großkampfstellung Neukölln im Osten der Gemeinde – heute Stadtteil Hiesfeld) identifiziert, die zum Schutz der benachbarten Industriestandorte (Ruhrchemie Oberhausen und Duisburger Hüttenwerke) eingerichtet wurden. Darüber hinaus war Dinslaken selbst Standort eines Walzwerkes der damaligen August Thyssen-Hütte. Im Randgebiet der Gemeinde befand sich der Feldflugplatz Schwarze Heide, auf dem Einheiten der deutschen Luftwaffe stationiert waren. Diese Umstände führten zur Entscheidung, die Stadt zum Ziel eines Luftangriffes zu machen.

## Ablauf des Luftangriffs
Am Angriff waren etwa 100 Bomber der 9. US-Luftflotte beteiligt, die gegen 8:00 Uhr von ihren nordfranzösischen Stützpunkten starteten. Eingesetzt wurden leichte bis mittelschwere Bomber der Typen Martin B-26 Marauder, Douglas A-20 Havoc und Douglas A-26 Invader. Gegen 9:30 Uhr erreichte der erste Angriffsverband das Ziel. Primäre Ziele waren das Stadtzentrum und Flugabwehrstellungen. In einer zweiten Angriffswelle am frühen Nachmittag wurden weitere Ziele (u. a. das Walzwerk) bombardiert. Der Angriff endete gegen 13:30 Uhr.

## Folgen des Angriffs
Bei den schweren Luftangriffen wurde das Stadtzentrum zu 80 % zerstört. Auch das Walzwerk wurde getroffen. Die Flakstellungen waren von Geschützen geräumt worden. Daher blieben die Stellungen weitgehend intakt. Durch die Angriffe kamen 511 Menschen ums Leben (davon 40 Zwangsarbeiter).  Insgesamt wurden in Dinslaken 1.840 Wohnungen völlig zerstört, was einem Zerstörungsgrad von 24,9 % entspricht. Abgefahren wurden insgesamt 290.300 m³ Trümmerschutt.
Die Wehrmacht hatte sich bereits Tage zuvor aus Dinslaken zurückgezogen, die Flugabwehrkanonen waren bereits vor dem Angriff verlegt worden. Kurze Zeit nach dem Bombardement wurde die Stadt kampflos von amerikanischen Streitkräften besetzt.
Der 23. März 1945 ging als „schwarzer Freitag“ in die Stadthistorie ein.